# Bystre (osada w województwie dolnośląskim)
Bystre – osada w Polsce położona w województwie dolnośląskim, w powiecie oleśnickim, w gminie Oleśnica.
W latach 1975–1998 miejscowość należała administracyjnie do województwa wrocławskiego.